# Roquesit
Roquesit ist ein selten vorkommendes Mineral aus der Mineralklasse der „Sulfide und Sulfosalze“ mit der Zusammensetzung CuInS2 und ist damit chemisch gesehen ein Kupfer-Indium-Sulfid.
Roquesit kristallisiert im tetragonalen Kristallsystem, entwickelt jedoch nur mikroskopisch kleine Kristalle bis etwa 0,3 Millimeter Durchmesser von bläulichgrauer Farbe und metallischem Glanz, die meist in Form von Einschlüssen in anderen Sulfiden gefunden werden.

## Etymologie und Geschichte
Erstmals entdeckt wurde Roquesit in der Grube „Charrier“ bei Laprugne im französischen Département Allier und beschrieben 1963 durch P. Picot und R. Pierrot, die das Mineral nach dem französischen Geologen Maurice Roques (1911–1997) benannten.
Typmaterial des Minerals wurde in der Mines ParisTech (auch École des mines de Paris, englisch National School of Mines) in Paris und im Natural History Museum in London (Register-Nr. 1965,302) hinterlegt.

## Klassifikation
In der mittlerweile veralteten, aber noch gebräuchlichen 8. Auflage der Mineralsystematik nach Strunz gehörte der Roquesit zur Abteilung der „Sulfide mit dem Stoffmengenverhältnis Metall : S,Se,Te ≈ 1 : 1“, wo er zusammen mit Chalkopyrit, Eskebornit, Gallit, Laforêtit und Lenait die „Chalkopyrit-Gruppe“ mit der System-Nr. II/C.03 bildete.
Die seit 2001 gültige und von der International Mineralogical Association (IMA) verwendete 9. Auflage der Strunz’schen Mineralsystematik ordnet den Roquesit ebenfalls in die Abteilung der „Metallsulfide, M : S = 1 : 1 (und ähnliche)“ ein. Diese Abteilung ist allerdings weiter unterteilt nach den in der Verbindung vorherrschenden Metallen, so dass das Mineral entsprechend seiner Zusammensetzung in der Unterabteilung „mit Zink (Zn), Eisen (Fe), Kupfer (Cu), Silber (Ag) usw.“ zu finden ist, wo es ebenfalls zusammen mit Chalkopyrit, Eskebornit, Gallit, Laforêtit und Lenait die „Chalkopyrit-Gruppe“ mit der System-Nr. 2.CB.10a bildet.
Auch die vorwiegend im englischen Sprachraum gebräuchliche Systematik der Minerale nach Dana ordnet den Roquesit in die Abteilung der „Sulfidminerale“ ein und dort in die „Chalkopyritgruppe“ mit der System-Nr. 02.09.01 innerhalb der Unterabteilung der „Sulfide – einschließlich Selenide und Telluride – mit der Zusammensetzung AmBnXp, mit (m+n):p=1:1“ zu finden.

## Kristallstruktur
Roquesit kristallisiert isotyp mit Chalkopyrit im tetragonalen Kristallsystem in der Raumgruppe I42d (Raumgruppen-Nr. 122) mit den Gitterparametern a = 5,51 Å und c = 11,05 Å sowie 4 Formeleinheiten pro Elementarzelle.

## Bildung und Fundorte
Roquesit bildet sich hydrothermal in zink, wolfram-, bismut- und molybdänhaltigen, hochgradig metamorph umgewandelten Gesteinen. Als Begleitminerale treten unter anderem Arsenopyrit, gediegen Bismut, Bornit, Chalkopyrit, Covellin, Cubanit, Emplektit, Ferberit, Kassiterit, Löllingit, Magnetit, Pyrit, Sphalerit, Stannoidit, Tetraedrit und Wittichenit.
Als seltene Mineralbildung konnte Roquesit bisher (Stand: 2012) nur an wenigen Fundorten nachgewiesen werden, wobei rund 30 Fundorte als bekannt gelten. Neben seiner Typlokalität Grube „Charrier“ bei Laprugne (Auvergne) trat das Mineral in Frankreich noch bei La Telhaie im Département Morbihan (Bretagne), in der Kupfer-Lagerstätte bei Vaulry im Département Haute-Vienne und in der Grube „Les Clochettes“ bei Villar-d’Arêne im Département Hautes-Alpes auf.
Im deutsch-tschechischen Grenzgebiet Sachsen/Böhmen fand sich Roquesit bei Cínovec (deutsch Zinnwald) im Erzgebirge.
Weitere Fundorte liegen unter anderem bei San Vicente (Potosí) in Bolivien, in der brasilianischen Gemeinde Monte Alegre de Goiás, bei Bhiwani im indischen Bundesstaat Haryana, in der Grube „Toyoha“ bei Sapporo auf Hokkaidō und an mehreren Orten auf Honshū in Japan, in den Gruben „Mount Pleasant“ im Charlotte County (New Brunswick) und „Kidd Creek“ bei Timmins (Ontario) in Kanada, auf den Inseln Iturup und Kunaschir sowie bei Perwomaiski (Tscheljabinsk) im Ural in Russland, bei Gåsborn und Långban in Schweden, bei Gemerská Poloma in der Slowakei, bei Ulsan in Südkorea, bei Březové Hory (deutsch Birkenberg), Příbram in Tschechien, bei der zu St Just in Penwith (England) gehörenden Grube „Pendeen“ im Vereinigten Königreich und bei Pyramid im Washoe County im US-Bundesstaat Nevada.

## Verwendung
Roquesit hat außer als Mineralprobe keine technische Bedeutung. Zur Gewinnung des ansonsten sehr wertvollen Indiums kommt es zu selten vor.